# Vincent De Paul

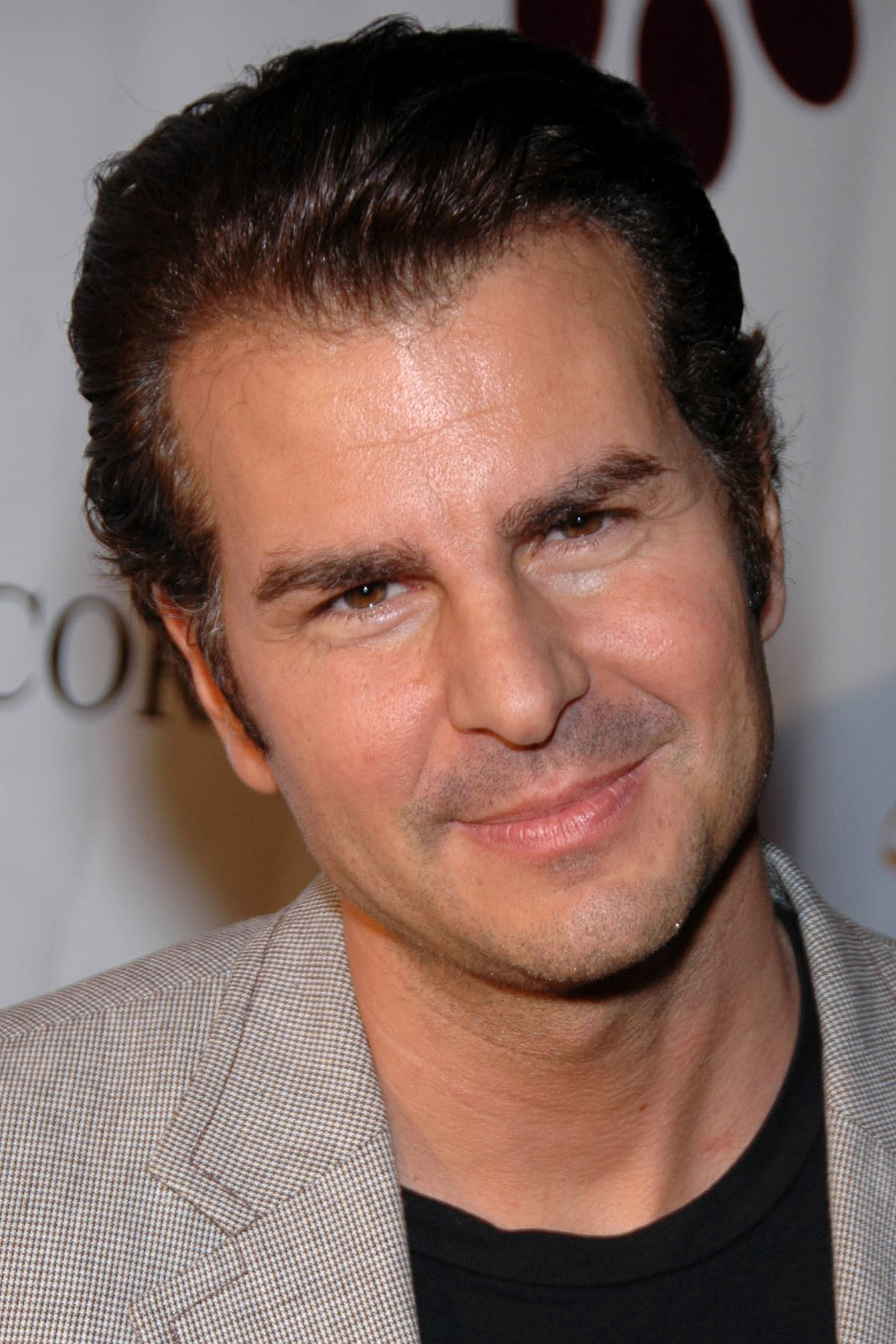
Vincent De Paul (2007)

Vincent De Paul (* 2. September 1968 in Baltimore, Maryland (USA) als Salvatore Vincent De Paul Zannino) ist ein US-amerikanischer Schauspieler und Model.

## Leben
Geboren als Sohn eines Bestattungsunternehmers besuchte er im Rahmen seiner schulischen Ausbildung die katholische Our Lady of Pompei Highschool. Nach seinen erfolgreichen Abschlüssen in Epidemiologie, Bioethik und Biostatistik, arbeitete er in Miami Beach an dem Mount Sinai Hospital (New York). Nachdem er von Designer Gianni Versace entdeckt wurde, begann er eine Model- und Filmkarriere.
Er erschien in Zeitschriften wie GQ, Vogue, Cosmopolitan oder Men’s Health und machte Werbung für L’Oréal, Fuji oder Guy La Roche. Er ist Mitglied der Producers Guild of America, der SAG-AFTRA sowie der Academy of Television Arts & Sciences. Er ist Unterstützer der Special Olympics, der größten Sportveranstaltung für Menschen mit einer geistigen Behinderung.

## Karriere
Seine Schauspielkarriere begann De Paul mit der Rolle als Beowulf, einem der ältesten Werke in altenglischer Sprache. Seinen ersten Auftritt im Film hatte De Paul in Hairspray als Carmelitas Tanzpartner. Seitdem hatte er mehrere Auftritte in TV-Serien wie The West Wing, Frasier, As the World Turns, Six Feet Under, Mad Men und Big Time Rush. De Paul ist Präsident und Mitgründer der Produktionsfirma Five Arts Productions und produzierte bisher Feature-Filme und Arthouse-Kurzfilme, unter anderem den Triathlon-Film TRI, bei dem Jai Jamison Regisseur war, den Film Take Two for Faith unter der Regie von Nancy Criss, den Film Razors unter der Regie von Ian Powell, All Out Dysfunktion! und Ear of the Beholder. Im zuletzt genannten Film arbeitete er mit seiner Lehrerin und Mentorin Sally Kirkland. Er hatte außerdem Auftritte in Hitch (2005) und Poseidon (2006). Bei den Filmen Make a wish und Walk a mile in my pradas fungierte er als Co-Produzent. 2011 hatte er eine Rolle als Doug Damian im Feature-Film Silver Case, bei dem Christian Filippella Regisseur war und De Paul ebenfalls als Ko-Produzent in Erscheinung trat.
Für die Rolle des Doug Damian in dem Film Silver Case von Christian Filippella wurde De Paul 2013 vom LA Film and New Media Film Festival als bester Schauspieler ausgezeichnet.
Zwischen 2011 und 2018 trat er in zwanzig Folgen der Webserie The Bay auf, die mehrfach preisgekrönt wurde, unter anderem mit dem Daytime Emmy. Im Jahr 2015 produzierte De Paul den Film A Beverly Hills Christmas (Der Weihnachtsengel von Beverly Hills) zusammen mit Dean Cain, John Savage, Kirsten Lea und Donna Spangler. 2016 drehte Regisseur Roy Belfrey einen Pilotfilm namens In the Black, der inspiriert war von Wolf of Wall Street und auf Interviews mit Stratton-Oakmont-Mitarbeitern beruhte. De Paul spielt dort Damon Whitney, den Besitzer der Broker-Firma. 2018 erschien die Fortsetzung von A Beverly Hills Christmas, This Is Our Christmas, wobei De Paul als Produzent und Schauspieler fungierte.
De Paul arbeitet darüber hinaus mit dem deutschen TV-Produzenten und Medien-Experten Chris G. Maier von networxTV zusammen, der in Deutschland sein Agent ist. Maier soll auch verantwortlich für Film-Castings in Europa für De Pauls kommende Produktionen sein.
2019 wurde er beim French Rivera Film Festival als bester Schauspieler für seine Rolle in der britischen Komödie Matty Boy ausgezeichnet.

## Filmografie (Auswahl)
- Sex and the City 2
- Mad Men
- Big Time Rush
- Six Feet Under
- A Beverly Hills Christmas
- This Is Our Christmas
- House of Cards
- Frasier
- The Bay
- Matty Boy
- 2020: Tesla